# Roháče - Spálená
Roháče - Spálená est une très petite station de ski située dans la vallée Spálená dolina près de Zuberec dans la région de Žilina, dans le nord de la Slovaquie.